# 涅尔皮奇亚河
涅尔皮奇亚河（俄语：Река Нерпичья）或散顷川（日语：／）是萨哈林州波罗奈区的河流，源起驼鹿山北坡，长34公里，流域面积301平方公里，注入鄂霍次克海，宽50米，深1.5米，平均流速1.3米每秒。

## 引用
1. ↑  М·Г·瓦西科夫斯基. . 列宁格勒: 气象出版社. 1973 （俄语）.
2. ↑  . 国家水登记处.   [2024-01-02]. （原始内容存档于2024-01-02） （俄语）.